# Конвектор
Конвектор — отопительный прибор, в котором тепло от теплоносителя или нагревательного элемента передаётся в отапливаемое помещение конвекцией. Естественная конвекция, при которой теплый воздух, уже нагретый контактом с теплоносителем или нагревательным элементом, поднимается наверх, а его место занимает более холодный воздух помещения, усиливается конструкцией конвектора.
Как правило, помимо источника тепла, в конструкцию конвектора входит конвекционная камера (корпус, кожух), имеющая сверху  жалюзи или клапаны. Могут применяться также системы контроля для автоматического отключения конвектора при достижении заданной пользователем температуры или при затрудненном оттоке воздуха (например, в случае перекрытия выходных жалюзи).
В электроконвекторах нагревание происходит за счет преобразования электроэнергии, например, в трубчатом электронагревателе (ТЭНе). В газифицированных населённых пунктах распространены газовые конвекторы, которые устанавливаются внутри помещения на внешних стенах, а наружу через стену выводится газоход, несущий в себе как воздухозаборник, так и выхлопной канал. Как правило, газоход имеет коаксиальную конструкцию — труба в трубе.